# Третьяков, Валентин Филиппович
Валентин Филиппович Третьяков (12 февраля 1941 — 7 декабря 2020) — химик, доктор химических наук, заведующий кафедрой технологии нефтехимического синтеза и искусственного жидкого топлива имени А. Н. Башкирова (с 2003 года) МИТХТ им. М. В. Ломоносова, главный научный сотрудник Института нефтехимического синтеза имени А. В. Топчиева РАН, профессор, лауреат премии имени А. А. Баландина (2013).

## Биография
Окончил Каспийское высшее военно-морское училище имени С. М. Кирова.
В 1967 году окончил Азербайджанский государственный институт нефти и химии имени М. Азизбекова — специальность химик-технолог основного органического и нефтехимического синтеза.
С 1969 года работал в Институте нефтехимического синтеза имени А. В. Топчиева РАН.
С 1976 года работал доцентом в Московском текстильном институте, а с 2001 года профессором кафедры органической химии и химии красителей.

### Педагогическая деятельность
Читал курсы лекций по органической химии, нефтехимии и химии на основе одноуглеродных соединений.
Под его руководством подготовлено 14 кандидатов наук, 3 доктора наук 24 магистров и инженеров.

### Научные интересы
Нефтехимия, органическая химия, гетерогенный катализ, экологический катализ, охрана окружающей среды, биоэнергетика, биотопливо.
Член экспертного совета ВАК РФ, член Научного совета по химии ископаемого твердого топлива, член трех диссертационных советов, главный редактор журнала «Автогазозаправочный комплекс плюс альтернативное топливо», член редколлегии журнала «Химия твердого топлива», «Катализ в промышленности», «Нефтегазохимия».
Автор более 500 научных публикаций, из которых 300 статей и две монографий.
Работы Третьякова В. Ф. были отмечены золотыми медалями на Всемирных выставках инноваций, научных разработок и новых технологий «Эврика 2000» и «Эврика 2001», «Эврика 2004» в Брюсселе, на Международном салоне в Шеньяне (Китай), IV Международном салоне промышленной собственности «Архимед 2000», главной премией за 2001 г., Бронзовой медалью ВЦ РФ (2005), Международной академической издательской компании «Наука/ Интерпериодика» за лучшую публикацию в издаваемых ею журналах.

## Награды
- Премия имени А. А. Баландина (за 2013 год, совместно с Н. Я. Усачёвым, А. Л. Лапидусом) — за серию работ «Теоретические основы создания каталитических процессов переработки ненефтяного сырья в углеводородные топлива и продукты для нефтехимии»
- Почётный работник науки и техники Российской Федерации (2011)